# Humo del Cairo
Humo del Cairo fue una banda argentina de rock formada en 2004.

## Historia
Humo del Cairo se forma en Ramos Mejía, Gran Buenos Aires, a fines de 2004. Su primer show en vivo tiene lugar en octubre de 2005 con  Gustavo Bianchi en bajo, Juan Manuel Diaz en guitarra y voz y Javier Murillo Gorchs en la batería. 
En los últimos meses de 2006 ingresan a los estudios  ElPie para producir su primer disco, que lleva el nombre de la banda. El sonido del disco está marcado por el stoner y el hard rock de los 70, la psicodelia y largas jams 
Es presentado en diversos shows en la ciudad de Buenos Aires,  participaciondo en diversos festivales  como  el Pepsi Music y Personal Fest, teloneando a Judas Priest en el Luna Park ,Tame Impala y Truckfighters en sus visitas a Argentina.en las provincias  de rosario y Córdoba. En el país vecino de Chile presentándose  en Santiago junto a reconocidas bandas de ese país. 
El segundo disco de Humo del Cairo, Vol. II, fue lanzado en 2011. El álbum fue producido por la banda junto a Alejandro Ortiz (conocido por producir El mar de las almas de Carajo), mezclado en los Estudios Tigruss (España) y masterizado por Mario Breuer. La presencia de equipos vintage valvulares marca el sonido del disco, más furioso y cercano al sludge que su álbum debut.
En 2014 editan dos EPs, Preludio e Imaginario. Fueron grabados y mezclados por Mauro Taranto y masterizados por Alan Douches. Las baterías fueron grabadas por Federico Castrogiovanni, que venía integrando la banda desde hacía algunos años pero no había participado en la grabación del primer  disco  de la banda no de Vol. II.
En agosto del 2016 anuncian un impás debido a un desgaste en las relaciones y al cansancio generado luego de 13 años tocando juntos.
La banda regresa a los escenarios en diciembre de 2017, esta vez con Franco Salvador (Pez) en la batería. Con esta formación graban el EP Epílogo, que cierra la trilogía formada por Preludio e Imaginario. El show de regreso fue en el Teatro de Colegiales con localidades agotadas y luego realizaron una gira por el interior, que incluyó fechas en Córdoba y Rosario.
Después de su concierto en Cosquín Rock 2018 finaliza la participación de Franco Salvador en la banda .
En octubre de 2018, se presentaron en una nueva edición del Solid Rock Festival en Tecnópolis, compartiendo escenario por segunda vez con Judas Priest, y también con Alice in Chains, entre otros.
Su último show fue en el 2018 luego  de varios conflictos internos. 

## Miembros
- Juan Manuel Díaz - guitarra y voz
- Gustavo Bianchi - bajo
- Federico Castrogiovanni - batería

### Miembros anteriores
- Javier Murillo Gorchs - batería
- Gonzalo Greco- batería
- Franco Salvador - batería

## Discografía
- Humo del Cairo (2007)
- Volumen 2 (2012)
- EP1 Preludio (2014)
- EP2 Imaginario (2014)
- EP3 Epílogo (2017)